# Microsoft Encarta
Encarta ist eine elektronische, multimediale Enzyklopädie, die von dem Unternehmen Microsoft von 1993 bis 2009 herausgegeben wurde. Sie war sowohl auf CD-ROM und DVD als auch mit beschränktem Zugriff im World Wide Web verfügbar. Die CD-/DVD-Ausgabe wurde jährlich neu aufgelegt und konnte teilweise über das Internet aktualisiert werden. Es gab 50.000 Artikel mit insgesamt fast 20 Millionen Wörtern, dies soll ausgedruckt einem zwanzigbändigen Lexikon entsprechen. Viele Artikel basierten auf denen der ehemaligen Funk-and-Wagnalls-Enzyklopädie sowie der Collier’s Encyclopedia, deren Online-Rechte Microsoft 1998 erworben hatte. Nach allen längeren Artikeln waren die Namen und teilweise die Qualifikationen der Autoren aufgelistet. 2009 stellte Microsoft sämtliche Encarta-Angebote ein.
Die Encarta erschien weltweit in verschiedenen Sprachversionen; die Inhalte wurden dabei von lokalen Redaktionen bearbeitet und unterschieden sich in ihren Schwerpunktsetzungen und Bewertungen. So enthielt beispielsweise die niederländische Version Texte aus der Winkler-Prins-Enzyklopädie, die Encarta Africana setzte Schwerpunkte im Bereich der afroamerikanischen Kultur.

## Namensgebung
Nachdem die Enzyklopädie vorerst unter dem Codenamen Gandalf entwickelt worden war, ließ Microsoft den Namen Encarta von einer Werbeagentur im Auftrag kreieren.

## Deutsche Ausgabe
Die deutschsprachige Ausgabe erschien in drei Versionen:
- Professional – die umfangreichste Variante; über 50.000 Artikel mit rund 19 Millionen Wörtern (2004er-Ausgabe), den umfangreichsten Ergänzungen an multimedialen Elementen und einem ausführlichen Atlas; in der 2002er-Ausgabe hatte die Professional-Variante noch 16,5 Millionen Wörter
- Standard – abgespeckte Variante mit verringerter Textbasis (rund 37.300 Artikel in der Ausgabe von 2001; zwischen 20 % und 50 % weniger Text), weniger multimedialen Elementen und sehr einfachem Atlas
- Update – preisreduziertes Upgrade für Besitzer einer Vorversion
- Plus – vollständige Textbasis (in der Ausgabe 2001 waren es 13,9 Millionen Wörter), weniger multimediale Elemente, kein Atlas; mit der Ausgabe von 2002 eingestellt.

Dabei wurde zusätzlich noch zwischen CD- und DVD-Varianten unterschieden. Die Professional-Variante auf vier CDs oder einer DVD kostete rund 120 €, ab 2004 noch rund 90 €. Die Standardversion war Teil der Microsoft Works Suite bis Ausgabe 2006.
Ab der Ausgabe von 2003 wurde ein zweisprachiges Englischwörterbuch integriert, das von Langenscheidt lizenziert wurde.
Für die 2004er-Ausgabe wurden 31 Videofilme des Fernsehsenders Discovery Channel aus den Bereichen Biologie und Naturwissenschaften lizenziert.
In der 2005er Version wurde ein Kinderlexikon, Encarta Kids, mit über 500 Artikeln integriert. Die CD-Version bestand aus zwei (Standard-Version) bzw. vier CDs (Professional-Version):
- CD 1 enthielt die Installationsroutine, die Software und die Textbasis. Sie konnte eigenständig genutzt werden.
- CD 2 enthielt multimediale Elemente wie größere Bilder, Videos, Animationen, Tondokumente und um 360° rotierende Quicktime-Panoramen.
- CD 3 und 4 enthielten weitere Multimedia-Elemente: über 25.000 Medienelemente, darunter 20.500 Abbildungen, 300 Videos und Animationen, rund 2.750 Musik-/Audioclips, 2.000 Diagramme und Tabellen sowie über 5.600 Weblinks.

Encarta 2007 erschien ohne Plus- oder Professional-Version. Encarta 2007 entsprach der Professional-Version des Vorgängers. Die normale Version bekam den Namenszusatz Standard. Die letzte Version 2008 setzt u. a. Windows XP (ab Service Pack 2), 1,2 GB freien Festplattenspeicher und ein DVD-Laufwerk voraus.
Mitte 2008 wurde die deutsche Encarta-Redaktion nach dreizehn Jahren aufgelöst.
Im Frühjahr 2009 gab Microsoft bekannt, Encarta im Laufe des Jahres einzustellen, da die Zahl der Aufrufe immens zurückgegangen waren. Dies war auf die starke Expansion der 2001 gegründeten Wikipedia zurückzuführen. Bis Juni sollte der Softwareverkauf beendet werden. Am 31. Oktober 2009 wurde die Onlineversion in allen Sprachen außer dem Japanischen abgeschaltet. Die Abschaltung der japanischen Fassung folgte zum Jahreswechsel 2009. Die Version Encarta Premium 2009 war die letzte im Handel erhältliche Version.

## Encarta Weltatlas
Der Encarta Weltatlas wurde mit der Ausgabe 2001 als separates Produkt eingestellt und war danach nur noch zusammen mit der Encarta Professional verfügbar. Er verzeichnete 1,8 Millionen Orte und bot zoombare Karten mit ergänzenden Informationen wie einem Länderlexikon sowie Statistiken.

## Encarta World English Dictionary
1999 wurde unter diesem Namen ein über 2000 Seiten umfassendes Wörterbuch herausgebracht.

## Beigaben
Weitere Beigaben waren ein so genannter Recherche-Planer, ein Diagramm-Assistent, das Lernstudio, ab der 2004er-Ausgabe der Wissenskompass (eine Entsprechung zum Wissensnetz des Brockhaus) – laut c’t (Test in Ausgabe 13/2003) jedoch ein „Gimmick ohne Nutzwert“ – sowie Englishtown, ein Programm mit Online-Englischkursen. Zudem bot Encarta 2007 in der speziellen Lernen-und-Wissen-Version eine Art Gleichungsrechner, mit dem man schnell und einfach mathematische Gleichungen lösen konnte.

## Encarta Online
Die Online-Ausgabe der Encarta war in Microsofts MSN-Portal eingebunden und über de.encarta.msn.com erreichbar. Die Textbasis war jedoch gegenüber der CD-ROM-Ausgabe geringer und lag zuletzt bei ungefähr 47.000 verfügbaren Artikeln. Die Onlineversion wurde im Oktober 2009 abgeschaltet.

## Encarta-Feedback
Im Frühling 2005 begann Microsoft auf den Beta-Seiten von MSN mit dem Ausbau der Feedback-Funktionen für die Texte. Leser wurden aufgefordert, Vorschläge für Ergänzungen oder Korrekturen zu machen. In Medienberichten wurde über eine Inspiration durch die Wikipedia spekuliert.